# Orehek (Circhina)
Orehek (in italiano Orecca o Orecca di Circhina, desueti) è un centro abitato della Slovenia, frazione del comune di Circhina.

## Storia
Il centro abitato apparteneva storicamente alla Contea di Gorizia e Gradisca, ed era noto sia con il toponimo sloveno di Orehek, che con quello italiano di Orecca. In epoca asburgica costituiva un comune catastale autonomo, che già nel XIX secolo venne aggregato al comune di Circhina, di cui da allora costituisce una frazione.
Dopo la prima guerra mondiale passò, come tutta la Venezia Giulia, al Regno d'Italia; il toponimo venne modificato in Orecca di Circhina.
Dopo la seconda guerra mondiale il territorio passò alla Jugoslavia; attualmente Orehek è frazione del comune di Circhina.